# Сердюковская, Галина Николаевна
Галина Николаевна Сердюковская (1921—2004) — советский и российский медицинский функционер и учёный-гигиенист, доктор медицинских наук (1970), профессор (1971), академик АМН СССР (1980; член-корреспондент с 1975). Народный депутат СССР (1989—1991).

## Биография
Родилась 6 ноября 1921 года в Москве.
В 1946 году окончила санитарно-гигиенический факультет Первого Московского медицинского института.
С 1946 по 1948 годы — государственный санитарный инспектор школьной санитарии Молотовского района Москвы. С 1948 по 1960 годы — старший инспектор, начальник отдела и главный инспектор Главного санитарно-противоэпидемического управления Минздрава СССР. С 1960 по 1963 годы — секретарь парткома МЗ СССР. Одновременно Г. Н. Сердюковская вела научную работу на кафедре общей гигиены Московского медицинского стоматологического института под руководством А. А. Минха.
С 1963 по 1996 годы — директор НИИ гигиены и охраны здоровья детей и подростков РАМН, с 1996 по 2004 годы — советник директора этого института.
В 1964 году Г. Н. Сердюковская защитила кандидатскую диссертацию, в 1970 году — докторскую диссертацию. В 1971 году ей было присвоено звание профессора.
В 1975 году Г. Н. Сердюковская была избрана член-корреспондентом, а с 1980 года — академиком АМН СССР.
Основная научная деятельность Г. Н. Сердюковской посвящена изучению влияния факторов окружающей среды на развитие, формирование и здоровье человека в детском и подростковом возрасте (в том числе при адаптации к условиям Крайнего Севера и Сибири).
Г. Н. Сердюковская была заместителем академика-секретаря Отделения гигиены, микробиологии и эпидемиологии АМН СССР, председателем Всесоюзной проблемной комиссии «Гигиена детей и подростков», заместителем ответственного редактора редакционного отдела «Общая и коммунальная гигиена» БМЭ, заместителем председателя Всесоюзного научного общества гигиенистов, Объединенного координационного совета АМН СССР и АПН СССР «Здоровье, воспитание и обучение детей и подростков», членом исполнительного комитета Международного союза по школьной и университетской гигиене, членом бюро Всесоюзного общества «Знание», почётным членом ряда отечественных научных медицинских обществ Болгарии, Польши, Кубы, членом редакционной коллегии журналов «Гигиена и санитария» и «Педиатрия».
С 1989 по 1991 годы была избрана от АМН СССР — народным депутатом СССР, член Комитета Верховного Совета СССР по делам женщин, охраны семьи, материнства и детства.
Умерла 11 июня 2004 года в Москве. Похоронена на Кунцевском кладбище.

## Награды
- Орден Трудового Красного Знамени
- Два Ордена Знак Почёта (1960, 1966)
- Премия имени Ф. Ф. Эрисмана АМН СССР (1982 — «за монографию „социальные условия и состояние здоровья школьников“»)